# 서울장위초등학교
서울장위초등학교는 대한민국 서울특별시 성북구 장위동에 있는 공립 초등학교이다.

## 학교 연혁
- 1946년 12월 11일 숭인공립국민학교 장위분교장 개교
- 1949년 11월 1일 서울장위국민학교 승격
- 1996년 3월 1일 서울장위초등학교로 개칭
- 2005년 12월 23일 교사 개축 및 복합화 공사 착공
- 2008년 3월 1일 제18대 심상희 교장 취임
- 2008년 12월 29일 교사 개축 및 복합화 공사 준공
- 2013년 9월 1일 제19대 윤혜정 교장 취임
- 2014년 2월 24일 돌봄교실 3실 추가 설비(5실 완비)
- 2014년 3월 7일 이야기방(학생 쉼터) 및 영어카페 완공
- 2015년 3월 1일 장위 오케스트라 창단
- 2015년 9월 18일 중국 상해 진후이실험학교 국제교류 MOU 체결
- 2016년 3월 2일 무용실, 교사휴게실 설치
- 2016년 8월 12일 싱가포르 유티 초등학교 국제교류 협약
- 2016년 11월 24일 장위 역사관 개관
- 2026년 12월 11일 개교 80주년

## 참고 자료
- 서울장위초등학교 - 한국교육학술정보원 학교알리미